# NextEra Energy
Die NextEra Energy, Inc. (bis Mai 2010 FPL Group, Inc.) ist ein im S&P 500 gelistetes amerikanisches Energieunternehmen mit Firmensitz in Juno Beach, Florida, dessen Geschichte bis ins Jahr 1925 zurückreicht.
NextEra Energy operiert über drei Tochterunternehmen in 27 US-Bundesstaaten und ist eigenen Angaben zufolge führend in Solar- und Windenergie in den Vereinigten Staaten. Insgesamt werden 8,7 Millionen Menschen an der Ostküste und Florida mit Strom versorgt. Die gesamte Kraftwerkskapazität beträgt 37.500 Megawatt.

## Tochterunternehmen
- Florida Power & Light Cooperation
- NextEra Energy Resources (vor 2009 FPL Energy LLC)
- FPL FiberNet LLC

## Geschichte

Altes Logo

Am 20. Juni 2005 erwarb FPL das Unternehmen Gexa Energy aus Houston, Texas.
Im Mai 2010 erfolgte die Umbenennung in NextEra Energy, Inc.

## Sonnenenergieanlagen
FPL ist der Betreiber der Solar Energy Generating Systems in Kalifornien.

## Windkraftanlagen
Des Weiteren gehört FPL zu den größten Eigentümern von Windkraftanlagen weltweit. Das Unternehmen besitzt 47 Windparks in 15 US-amerikanischen Bundesstaaten mit einer Kapazität von 4.002 Megawatt. Diese Kapazität ist ausreichend, um rund eine Million durchschnittliche US-Haushalte zu versorgen. Seit Juli 2005 hat FPL weitere rund 880 Megawatt an Windenergie in den Vereinigten Staaten installiert und hat weitere 220 Megawatt im Bau. In Taylor County, Texas, betreibt sie das Horse Hollow Wind Energy Center, den größten Windpark der USA.